# 로런 메이버리
로런 메이버리(Lauren Mayberry, 1987년 10월 7일 ~ )는 스코틀랜드의 싱어송라이터로, 신스팝 밴드 처치스(CHVRCHES)의 리드보컬로 유명하다.

## 생애
로런은 스트래스클라이드 대학교에서 법학 학사와 저널리즘 석사 학위를 취득했다. 이후 프리랜스 저널리스트와 프로듀서로 활동하기도 했다.
어린 시절 피아노를 배웠고, 10대에 들어서면서부터 드럼을 포함한 여러 가지 악기들을 배웠다. 처치스 활동 이전, 블루 스카이 아카이브스(Blue Sky Archives)와 보이프렌드/걸프렌드(Boyfriend/Girlfriend)라는 밴드에서 활동했다. 블루 스카이 아카이브스에서는 보컬과 키보드, 드럼을 담당했으며, 커버 싱글 "Rage Against the Machine"과 싱글 "Killing in the Name"을 불렀다.

## 음반 목록

### Boyfriend/Girlfriend
- Kill Music (EP, 2007)
- Optimism (EP, 2008)

### Blue Sky Archives
- Blue Sky Archives (EP, 2010)
- Plural (EP, 2011)
- Killing in the Name (2011)
- Triple A-Side (EP, 2012)